# Pichones Bajo
Pichones Bajo es un caserío peruano ubicado en el distrito de Las Lomas, perteneciente a la provincia y departamento de Piura, al norte del Perú. 

## Ubicación
Pichones Bajo se ubica al norte de la provincia de Piura, en el distrito de Las Lomas, en el departamento de Piura.

## Demografía
En 2017 Pichones Bajo tenía una población de 121 habitantes.
| Gráfica de evolución demográfica de Pichones Bajo entre 1993 y 2017        |
|                                                                            |
| Fuentes: Población 1993 (junto con Pichones Alto y Pichones Centro) y 2017 |